# سیارک ۸۸۲۴
سیارک ۸۸۲۴ (به انگلیسی: 8824 Genta، نامگذاری:1988BH) هشت هزار و هشتصد و بیست و چهارمین سیارک کشف شده‌است که در ۱۸ ژانویه ۱۹۸۸ کشف شد.